# Jamie McCrimmon
James Robert "Jamie" McCrimmon es un personaje de ficción interpretado por Frazer Hines en la longeva serie británica de ciencia ficción Doctor Who. Es un gaitero del Clan McLaren procedente de la Escocia del siglo XVIII, y fue un acompañante del Segundo Doctor de forma regular entre 1966 y 1969. La ortografía exacta de su apellido ha variado entre un episodio y otro, unas veces Macrimmon y otras McCrimmond. Frazer Hines interpretó a Jaime en 117 episodios, de esta forma es el acompañante del Doctor que ha aparecido en el mayor número de episodios en toda la historia de la serie, clásica o moderna. En dos episodios, sustituyendo a Hines por enfermedad, el intérprete de Jamie fue Hamish Wilson.

## Historia del personaje
James Robert McCrimmon era el hijo de Donald McCrimmon, un gaitero, como su padre y el padre de su padre. La primera aparición de Jaime ocurre en The Highlanders, conociendo al Doctor y sus dos acompañantes de entonces, Ben y Polly, en el final de la Batalla de Culloden en 1746. Al final de la historia, Polly sugiere que el Doctor se lleve a Jamie con ellos. Este seguirá viajando con el Doctor incluso después de que Ben y Polly abandonen la TARDIS al final de The Faceless Ones. Aparece en todos los seriales del Segundo Doctor salvo el primero, The Power of the Daleks, y aparece en más episodios que ningún otro acompañante, aunque Tegan Jovanka estuvo con el Doctor el plazo de tiempo más largo contando en años de emisión de la serie.
Jamie comparte una relación alegre y bromista con el Doctor, y durante su tiempo en la serie ve la llegada y la marcha, primero de Victoria Waterfield, y después de Zoe Heriot. Jamie, como producto de su tiempo, es siempre atento y caballeroso con las mujeres que viajan con él. Jamie no tiene el conocimiento para entender siempre las situaciones a las que sus aventuras con el Doctor le llevan, pero es bastante rápido traduciendo conceptos de alta tecnología en equivalentes que pueda comprender y sobrellevar. Su relación con el Doctor no siempre es tan fluida, ya que en The Evil of the Daleks está a punto de abandonarle, al sentir que Victoria y él han estado manipulados para él para descubrir el factor humano de los Daleks sin pensar en las consecuencias. Su grito de guerra, "Creag an tuire", en gaélico escocés, se traduce como "La roca del jabalí". Es similar a Creag an tuirc, el lema de los MacLaren, un clan de Escocia.
Junto con el Doctor, Jaime se enfrenta a los Cybermen, los Daleks, el Yeti en el Metro de Londres, los Guerreros de Hielo, y muchos otros peligros. Jamie se muestra particularmente cariñoso y protector con Victoria, en parte por ser ella una elegante dama victoriana. Por ejemplo, en The Ice Warriors, la primera prioridad de Jamie es rescatar a Victoria, a pesar de estar herido hasta el punto de no poder caminar. El corazón de Jamie se rompe cuando Victoria decide quedarse con la familia Harris en Fury from the Deep, hasta el punto de enfadarse brevemente con el Doctor por permitir que se marchara (The Wheel in Space). Al principio, Jamie encuentra irritantes las maneras modernas y la naturaleza mandona de Zoe, pero al final adopta la misma actitud protectora disfrazada como la misma actitud bromista que le une al Doctor. Frecuentemente, el simple sentido común de Jamie supera la lógica estricta de Zoe, como en The Dominators, donde Jamie se da cuenta de que el volcán en erupción sigue siendo peligroso cuando el Doctor y Zoe aún están felicitándose.
Durante el rodaje de The Mind Robber, Fraze Hines contrajo varicela, y tuvo que ser reemplazado para la parte intermedia del serial por Hamish Wilson. Esto se explicó en la historia cuando Jamie se convirtió en un recortable de cartulina y el Señor de la Tierra de la Ficción le quitó el rostro, fallando el primer intento del Doctor de reconstruir su cara. Finalmente, el rostro real de Jamie fue restaurado cuando Hines se recuperó.
Los viajes de Jamie con el Doctor terminaron en los campos de batalla de The War Games, cuando los Señores el Tiempo finalmente sometieron a juicio al Doctor por interferir con el universo. Por sus ofensas, el Doctor fue forzado a regenerarse y después exiliado a la Tierra. Jamie y Zoe fueron devueltos a sus propios tiempos, y sus recuerdos con el Doctor fueron borrados, salvo sus primeros encuentros respectivos con él. Cuando le vemos por última vez, Jamie está luchando contra un casaca roja inglés en los campos de Escocia.
Frazer Hines regresó a Doctor Who como una imagen ilusoria de Jamie en el especial del 20 aniversario, The Five Doctors. También volvió al papel en el serial de 1985 The Two Doctors, junto a Patrick Troughton y Colin Baker como el Segundo y el Sexto Doctor respectivamente.

## Temporada 6B
Por el hecho de que en The Two Doctors aparecen el Segundo Doctor y Jamie, y están en una misión para los Señores del Tiempo (a quienes no se encontraría hasta The War Games) y en menor medida porque obviamente están mucho más envejecidos que en sus primeras apariciones, se ha especulado sobre una hipotética "Temporada 6B" situada entre el final de la sexta y el principio de la séptima temporada. Como no se ve explícitamente la regeneración de Patrick Troughton al Tercer Doctor de Jon Pertwee, ha habido hipótesis de que, antes de la tercera encarnación, los Señores del Tiempo reclutaron al Segundo Doctor como agente operativo. Esta teoría también explicaría cómo, en The Five Doctors, él sabía que los Señores del Tiempo habían borrado los recuerdos de sus acompañantes sobre él. Aunque en la televisión estas teorías no se han confirmado, otras publicaciones como novelas y dramatizaciones de audio han incorporado esta teoría en sus argumentos.

## Otras menciones
Es mencionado por el Quinto Doctor en Castrovalva cuando llama "Jamie" a Adric, se encuentra con el Sexto Doctor en The Two Doctors, que le menciona en Attack of the Cybermen, y el Séptimo Doctor le menciona en The Curse of Fenric. Una imagen suya aparece junto a las de los demás acompañantes salvo Leela en la pantalla del escáner en Resurrection of the Daleks.
En Dientes y garras, el Décimo Doctor usa el alias de Doctor James McCrimmon a la vez que imita un acento escocés (que en la realidad era el acento natural de David Tennant).